# Sophus Windeløv Kirkeby
Sophus Windeløv Kirkeby (født 1. september 1979 i København) er en dansk skuespiller.
Kirkeby er uddannet fra Skuespillerskolen ved Odense Teater i 2007, hvor han siden har haft flere roller.

## Privat
Han er søn af kunstmaler Per Kirkeby og filmproducent Vibeke Windeløv og har siden 2008 været gift med skuespillerinden Mille Hoffmeyer Lehfeldt.

## Filmografi
- Hjemve (2007)
- Anja og Viktor - i medgang og modgang (2008)

### Tv-serier
- Pyrus i alletiders eventyr (julekalender, 2000)
- Wallander (sæson 2, afsnit 16; Kuriren, 2009)